# Campionat de Catalunya Masculí de Segona Categoria
El Campionat de Catalunya Masculí de Segona Categoria, conegut amb el nom de Segona Catalana, és la tercera competició de més nivell que organitza la Federació Catalana de Basquetbol, per sota del Campionat de Catalunya Masculí de Primera Categoria i per sobre del Campionat de Catalunya Masculí de Tercera Categoria. Es compon de quatre grups de 16 equips.
Pugen a Primera Catalana els dos primers classificats dels quatre grups, que jugaran una fase final per tal de decidir el campió de la categoria. D'altra banda, els tercers i quarts classificats de cada grup jugaran la promoció d'ascens en què per pujar de categoria, hauran de superar dues eliminatòries de dos partits (anada i tornada).
Quant als descensos, baixaran directament aquells equips classificats en 15è i 16è lloc. Els equips classificats 11è, 12è, 13è i 14è jugaran una promoció de permanència a dues victòries per tal de mantenir la categoria.

## Campions
| Temporada | Grup 1                           | Grup 2                  | Grup 3                         | Grup 4                      | Grup 5              |
| --------- | -------------------------------- | ----------------------- | ------------------------------ | --------------------------- | ------------------- |
| 2018/19   | Multicapacitats CB Salt          | AECAM Malgrat           | CEB Pallejà A                  | CE Laietà A                 | ASFE Sant Fruitós A |
| 2017/18   | UER Pineda de Mar                | CN Tàrrega              | CB Vilatorrada                 | LIMA-Horta Bàsquet A        |                     |
| 2016/17   | CB Navàs - Víscola               | CB Ramon Llull A        | AB El Vendrell                 | Arenys Bàsquet B            |                     |
| 2015/16   | BC Sant Joan Despí A             | FC Martinenc A          | El Recanvi - Maristes Ademar A | CB Santa Eugènia            |                     |
| 2014/15   | CB Cabrera A                     | CB Salou                | AE Badalonès B                 | SE Sant Medir               |                     |
| 2013/14   | CB Santa Coloma                  | Messer CB Tarragona     | Escola Sant Gervasi 1          | CB Quart                    |                     |
| 2012/13   | CB Granollers B                  | Sedis la Seu d'Urgell   | Bàsquet Sitges A               | Sagrada Família-Claror      |                     |
| 2011/12   | CB Garrotxa Santjoanenc          | La Salle Manresa A      | CB Valls - Valls Química       | Bàsquet Neus A              |                     |
| 2010/11   | CB Tiana                         | CB Corbera              | CB Sant Pere Terrassa Solmania | Bàsquet Ateneu Montserrat A |                     |
| 2009/10   | Círcol Catòlic Badalona "A"      | CEB Sant Jordi "A"      | CB Quart "A"                   | BC Sant Joan Despí          |                     |
| 2008/09   | FD Cassanenc                     | CB Òpalo Cerdanyola "A" | AE Sant Andreu "A"             | CB Prat "B"                 |                     |
| 2007/08   | JAC Sants                        | AD Ronda "A"            | CB Argentona "A" Ferros Iluro  | CB Castellbisbal "A"        |                     |
| 2006/07   | CB Manlleu "A"                   | Meser Tarragona 2016    | AE Minguella-Germà Juli "A"    | Jesús Maria i Josep "A"     |                     |
| 2005/06   | CB Sant Gabriel UBSA "A"         | Ingaso                  | Connecta Vilassar de Mar       | CB Gavà 1                   |                     |
| 2004/05   | CB Salou                         | 9 K Butiña              | CB Montcada "B"                | CB Grup Barna "B"           |                     |
| 2003/04   | CE Laietà-Ascensores Eninter "A" | UE Ripoll-Esports 2000  | UE Sant Cugat-Tranes           | UE Barberà "A"              |                     |
| 2002/03   | CB IPSI "A"                      | AESE                    | CB Sant Josep "B"              | ASISA - CESET               |                     |
| 2001/02   | Winterthur Les Corts             | BC Martorell-Solvay "B" | CB Premià de Dalt-Socomec "A"  | CB Navàs "B"                |                     |